# Marie Laveau
Marie Catherine Laveau (Nova Orleans, 10 de setembre de 1801 - 15 de juny de 1881) fou una practicant de vodú, herbolària i comare criolla de Louisiana que es feu famosa a Nova Orleans fins al punt de ser coneguda com a "Reina Vodú", títol que heretaria la seva filla. De vegades el seu llinatge apareix escrit com Laveaux, que derivaria del francès segons els historiadors.
La seva filla, Marie Laveau II (1827-c.1862) també practicà la bruixeria, la màgia, l'animisme dels nadius americans i africans, a més del vodú de Louisiana.

## Primers anys
Els documents històrics estableixen que Marie Laveau nasqué lliure al barri francès de Nova Orleans, a Louisiana, el dijous 10 de setembre de 1801. Era filla de Charles Laveau Trudeau, topògraf i polític, i Marquerite Henry (també coneguda com a Marguerite D'Arcantel), una dona negra lliure amb ascendència nativa americana, africana i francesa.
Només dues de les seves filles arribares a l'edat adulta: Marie Euchariste Eloise Laveau (1827–1862) i Marie Philomene Glapion (1836–1897). No se sap quina de les dues es convertí en Marie II.
S'ha pogut comprovar que Marie Laveau va ser propietària, com a mínim, de set esclaves durant la seva vida.

## Carrera
Marie Laveau es dedicà a la pràctica del vodú, a més de ser una curandera i herbolària, i mantenia una fama i una presència que aviat la feu coneguda a tota la ciutat. "Es deia de Laveau que es passejava pels carrers com si li pertanyessin" afirmava un jove de Nova Orleans que assistí a un esdeveniment al Bayou St John's. La seva filla, Marie Laveau II exhibí un estil molt més teatral en la seva participació en els esdeveniments públics (incloent les celebracions del vespre de Sant Joan als pantans del Bayou St. John, en les quals convidà diversos assistents). No se sap què més va fer (si és que va fer res més) per a guanyar-se la reputació de "reina vodú".
Marie Laveau I va obrir un saló de bellesa en la qual pentinava les principals families de Nova Orleans. De la carrera màgica de Laveau, hi ha poques coses que es puguin demostrar, incloent si tenia o no una serp que va nomenar Zombi, així com si la seva màgia ocultista barrejava els sants catòlics romans amb els esperits africans o si les seves divinacions eren recolzades per una xarxa d'informadors que construí mentre treballava com a perruquera en les cases dels blancs més destacats. Va destacar en l'obtenció d'informació interna dels seus benestants clients per a sembrar la por entre els seus servents als que maleïa o curava de malalties misterioses
Laveau també fou coneguda com una líder religiosa i activista comunitària.

## Mort

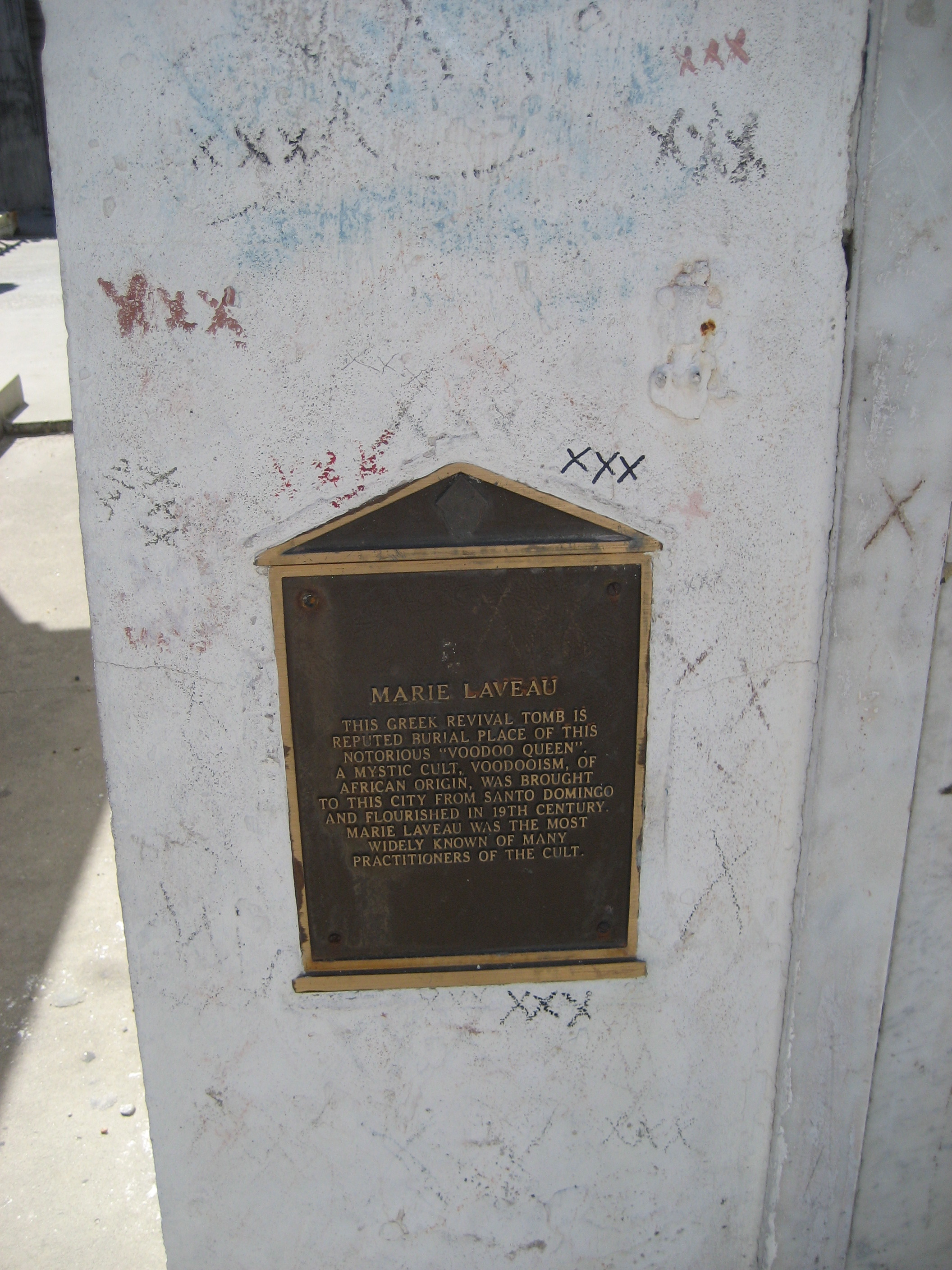
Placa de la tomba de la Reina Vodú Marie Laveau

Marie Catherine Laveau Paris Glapion morí el 15 de juny de 1881, a l'edat de 79 anys.
L'1 de juny de 1881 s'anuncià al Daily Picayune que Marie Laveau havia mort en pau a ca seva. D'acord amb el Louisiana Writer's Project, el seu funeral fou fastuós i hi acudiren diversos membres de l'elit blanca. La tradició oral estableix que se la va veure per la ciutat després de la seva mort.
Com a mínim dues de les seves filles s'anomenaren Marie, seguint la tradició catòlica francesa de posar Marie com a primer nom de les filles i Josep als fills, fent servir el segon nom com el de pila. Una de les d'aquestes dues filles possiblement heretà la seva posició, amb el seu nom i la continuació de les seves pràctiques màgiques, que la durien al títol de reina abans o després de la mort de la primera Marie.

## Llegat

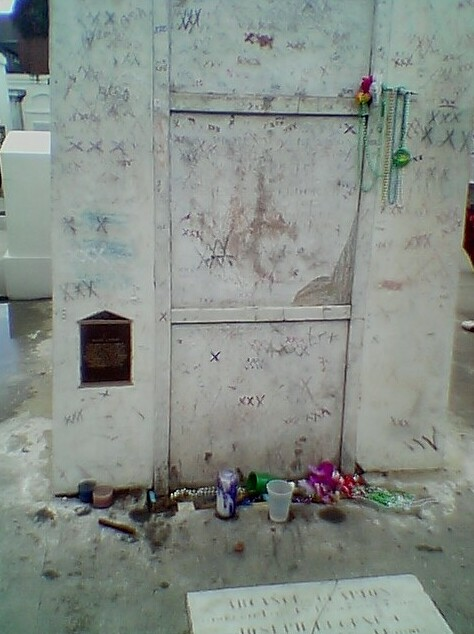
El mausoleu on es diu que es troba enterrada Marie Laveau, al Cementiri de Saint Louis de Nova Orleans

El nom de Marie Laveau i la seva història ha estat envoltat sempre de llegenda i misteri. Es creu que va ser enterrada en la parcel·la 347, a la cripta de la família Glapion, en el Cementiri de Saint Louis de Nova Orleans. Per la seva banda, el periodista Robert Tallant, que fa aparèixer Laveau com a personatge en les seves novel·les històriques, s'oposa a aquesta versió. Molta gent continua visitant la seva tomba i, sovint, marcant-la amb una X a causa d'una tradició segons la qual, per a que Laveau els concedeixi un desig, han de dibuixar la X en la tomba, fer-hi tres voltes, donar-li uns cops cridar el desig i, si s'acompleix, encerclar la X i fer una ofrena a Laveau.
La tomba fou objecte de vandalisme el 17 de desembre de 2013, quan una persona desconeguda la pintà amb pintura de làtex rosa. La pintura va ser retirada, ja que l'estructura és de guix i el làtex podria retenir la humitat i fer malbé la tomba. Alguns experts en preservació històrica criticaren la decisió de l'Arxidiòcesi de Nova Orleans, fa servir aigua a pressió per a aquestes netegés en lloc de separar la pintura per a eliminar-la.
L'1 de març de 2015, es prohibí l'accés públic al cementiri de St. Louis. L'Arxidiòcesi de Nova Orleans prengué aquesta decisió per protegir les tombes de la família Laveau, així com les de molts altres morts que s'hi troben enterrats.
Tot i que en la cultura popular sovint es refereix a ella com a "bruixa", també se l'anomenà "sacerdotessa vodú" i sovint se la descrivia com a "reina vodú". Quan va morir The New York Times, The New Orleans Daily Picayune, el Daily States i altres mitjans la descrigueren com a "dona de gran bellesa, intel·lecte i carisma que també fou piadosa, caritativa i amb grans habilitats per a les herbes curatives".

## Biografies
- Long, Carolyn Morrow. A New Orleans Voudou Priestess: The Legend and Reality of Marie Laveau, Gainesville: University Press of Florida (2006), (ISBN 9780813029740).
- Tallant, Robert. "Voodoo in New Orleans", The MacMillan Co. (1946), (ISBN 978-0882893365)
- Ward, Martha. Voodoo Queen: The Spirited Lives of Marie Laveau, Oxford: University of Mississippi Press (2004) (ISBN 1578066298).
- Long, Carolyn Morrow "The Tomb of Marie Laveau" Left Hand Press (2016) (ISBN 9780692766866)
- Bloody Mary "Hauntings Horrors and Dancing with the Dead. True Stories from the Voodoo Queen of New Orleans" Weiser publishing (2016) (ISBN 1578635667)